# Ofwat
Ofwat o Water Services Regulation Authority è un organismo britannico, istituito nel 1989 quando il settore idrico e delle acque reflue fu privatizzato in Inghilterra e Galles. Ofwat è responsabile della supervisione finanziaria del settore, compresa la definizione dei prezzi massimi per i servizi idrici e fognari in termini di investimenti proposti in infrastrutture e efficienze previste.
L'ispezione ambientale del settore è gestita dall'Environment Agency, mentre il Drinking Water Inspectorate vigila sulla qualità dell'acqua potabile.
L'autorità settoriale corrispondente in Scozia è la Water Industry Commission for Scotland.